# Expulsão
Expulsão é o ato administrativo que obriga um estrangeiro a sair do território de um Estado. A definição em concreto muda dependendo do lugar e contexto, mutando também ao longo do tempo.
Este artigo considera a expulsão como o afastamento de uma pessoa estrangeira em situação legal do território de um Estado, como definido pelo Conselho da Europa, distinguindo-se assim da deportação (caso em que a pessoa afastada estava em situação ilegal).
Em geral, o direito internacional proíbe a expulsão de estrangeiros por motivo privado, permitindo-a apenas em casos de atos nocivos à ordem ou segurança pública. Em princípio, um Estado não pode se recusar a admitir em seu território um indivíduo de sua nacionalidade expulso por país estrangeiro.[carece de fontes?]
O direito internacional proíbe a xenelásia, isto é, a expulsão em massa de estrangeiros pertencentes a Estado inimigo, ao ser declarada a guerra.[carece de fontes?]
A expulsão de nacionais é chamada exílio ou banimento.[carece de fontes?]

## Expulsão por país

### Brasil
No Brasil, a expulsão é um ato administrativo da competência do Presidente da República, formalizado por meio de decreto presidencial e dependente de processo administrativo que corre junto ao Ministério da Justiça. São passíveis de expulsão os estrangeiros que cometerem crimes dolosos em território nacional, especialmente no caso de crimes contra a segurança nacional, a economia popular, a saúde pública, bem como de tráfico ou uso de drogas.[carece de fontes?]
Impede a expulsão a existência de cônjuge brasileiro casado há mais de cinco anos ou de filho brasileiro sob guarda e dependência econômica do estrangeiro. A expulsão também é negada quando constituir extradição inadmitida para a lei brasileira (por exemplo, se o estrangeiro puder ser processado no país de destino por crime político ou por tribunal de exceção, ou estiver sujeito a pena inexistente do Brasil - como a corporal ou a capital).[carece de fontes?]

### Portugal
Em Portugal, a pena acessória de expulsão pode ser aplicada tanto a estrangeiros residentes como a não residentes que tenham cometido crimes graves ou sejam ameaças à ordem pública ou segurança nacional, frequentemente não permitindo o regresso do condenado ao país. No caso de deportação/afastamento coercivo (por situação irregular), o estrangeiro pode tentar ser readmitido.

## Exemplos de expulsões históricas
- Expulsão dos israelitas do Reino de Israel, pelos assírios;
- Expulsão dos hebreus do Reino de Judá pelos babilônios;
- Expulsão dos judeus da Judeia pelos romanos;
- Expulsão dos sefarditas da Península Ibérica;
- Expulsão dos ciganos de Portugal;
- Expulsão dos indianos do vale do Ganges, no século XI, pelos turcos Ghaznávidas (migração dos roms da Índia para a Europa);
- Expulsão de 300 mil mouros (94% dos 321 mil mouros da nação) da Espanha para o norte da África entre 1609 e 1613;
- Expulsão dos indígenas da América do Norte incluindo os Chickasaw, Choctaw, Creek, Seminole e Cherokee para o oeste e depois para as reservas indígenas;
- Expulsão dos garinagu da ilha de Saint Vincent para a América Central;
- Expulsão dos acadianos pelos britânicos, entre 1755 e 1763;
- Expulsão dos opositores políticos e padres durante a Revolução Francesa para Sinnamary e Counanama, na Guiana Francesa, em 1797, durante o regime do Diretório;
- Expulsão dos líderes da Comuna de Paris (1871) para a Nova Caledônia e Guiana Francesa;
- Expulsão dos hererós pelos Alemães, em 1904;
- Expulsão-extermínio de 1.2 milhão de armênios pelo Império Otomano, entre 1915 e 1916 (genocídio armênio);
- Expulsão de 28 milhões de Kulaks (camponeses), opositores políticos e grupos étnicos Poloneses (1939-1941 e 1944-1945), Romenos (1941 e 1944-1953), Lituanos, Letões, Estonianos (1941 e 1945-1949), Alemães do Volga (1941-1945), Finlandeses da carélia (1940-1941, 1944),Tártaros da Crimeia, Gregos da Crimea,(1944) e Gregos do cáucaso (1949-1950), Calmucos, Bálcaros, Carachais, carapapaques, Chechenos e inguches (1943-1944), Coreanos do Extremo Oriente (1937), pelo regime soviético de Josef Stalin para Gulags e regiões distantes da Rússia e Ásia Central entre 1930-1950;
- Expulsão dos judeus e ciganos pelos nazistas;
- Expulsão de 12 milhões de alemães da Europa oriental ocupada pelo Exército Vermelho no pós guerra entre 1945-1950.